# Deparia kiyozumiana
Deparia kiyozumiana är en majbräkenväxtart som först beskrevs av Satoru Kurata och som fick sitt nu gällande namn av Shimura.
Deparia kiyozumiana ingår i släktet Deparia och familjen Athyriaceae. Inga underarter finns listade i Catalogue of Life.